# Slatko
Slatko (in serbo слаткō?, slatko; in bulgaro сладко?; lett. "dolce") è una conserva di frutta intera (o pezzi interi di frutta più grossa), alcuni ortaggi o petali di rosa, cotta e conservata in un denso sciroppo di zucchero. È comune nella cucina serba, bulgara e greca, ma è conosciuto anche in quella ebraica. Può essere usato quasi ogni tipo di frutta - le fragole (meglio se selvatiche), le more, le prugne, le amarene, ecc.

## Utilizzo
In Serbia la tradizione impone che ad ogni ospite appena entrato in casa e seduto venga offerto un cucchiaino di slatko con un bicchiere d'acqua e un eventuale rifiuto è considerato un insulto (salvo gli ovvii casi giustificati, come il diabete). Agli ospiti particolarmente graditi lo slatko viene offerto anche una seconda volta, e comunque ogni ospite può chiederne un altro assaggio per far onore alla casalinga. Per ogni assaggio va usato un nuovo cucchiaino. Chiedere una terza volta è invece considerato un comportamento maleducato, anche se da solito la richiesta viene soddisfatta. In alternativa, alla stessa maniera, all'ospite si può offrire miele, oppore chiedergli di scegliere tra slatko e miele. La tradizione dell'uso dello slatko è diffusa solo nella Serbia "vera e propria", a sud dei fiumi Sava e Danubio, mentre in Vojvodina era sconosciuta.

## Varianti
I tipi di slatko più comuni sono quelli di fragole intere, prugne prossime alla maturazione ed amarene. Possono anche essere usate le ciliegie, dadini di buccia d'anguria, petali di rosa, cubetti di cotogna o pera, uva, fichi, le metà o quarti di albicocche o pesche sbucciate, cubetti di melone, mirtilli, ribes ecc. Se si prepara slatko di prugne, spesso vengono aggiunte le mandorle o le metà di noci, a volte anche rimpiazzando il nocciolo. Come aromatizzanti di solito in ogni barattolo si inserisce qualche fetta di limone e un bastoncino di vaniglia. Nell'acqua di cottura spesso si aggiunge calce, per mantenere la consistenza, soprattutto per la frutta più delicata (fragole, lamponi, more). Anche tipi di frutta e di ortaggi (rabarbaro, physalis) raramente coltivati in Serbia si sono dimostrati molto adatti per la preparazione dello slatko. È possibile usare anche frutta congelata, però bisogna aggiustare la quantità dell'acqua ed il tempo di cottura.

## Galleria d'immagini

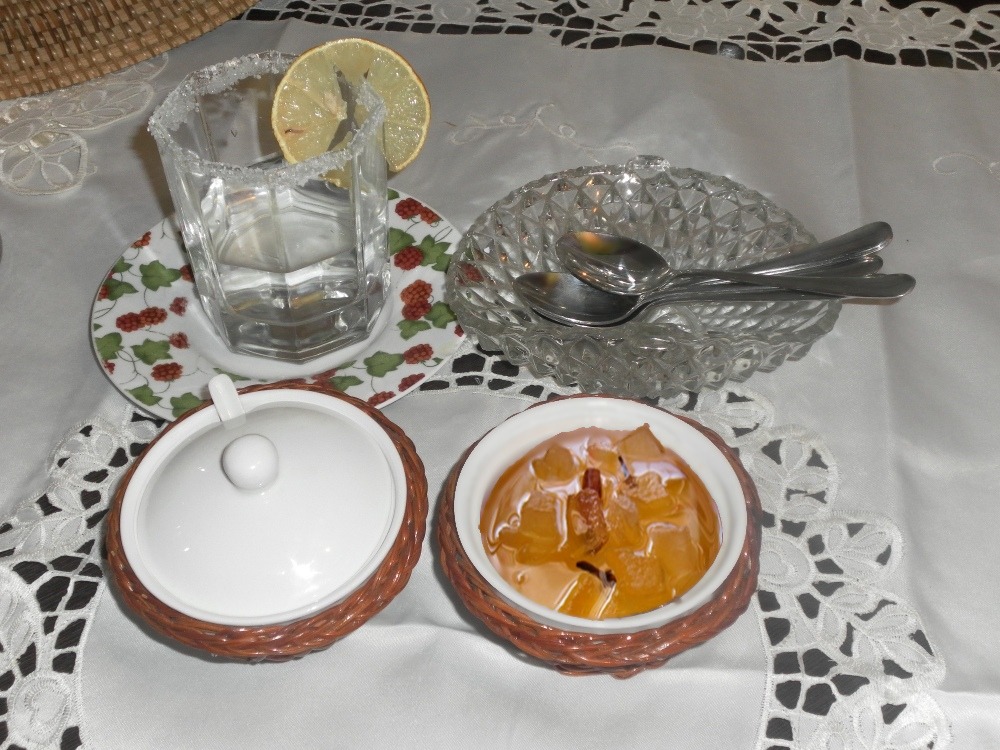
Slatko di bucce d'anguria - il modo tradizionale di servire lo slatko